# Ontstaan en evolutie van het zonnestelsel

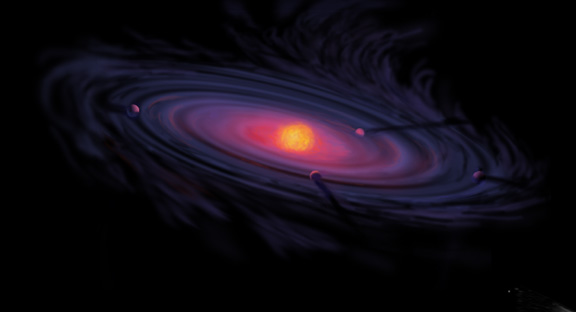
Tekening van een protoplanetaire schijf

Het ontstaan en de evolutie van het zonnestelsel worden door de astronomie verklaard met de hypothese van de zonnenevel. Het zonnestelsel ontstond 4,567 miljard jaar geleden uit deze enorme moleculaire wolk, toen een klein deel ervan onder invloed van zwaartekracht instortte. Het merendeel van de massa concentreerde zich in het centrum en vormde de Zon. De rest vormde zich tot een protoplanetaire schijf waaruit de planeten, manen en planetoïden zijn ontstaan.
Het onderzoek naar de evolutie van het zonnestelsel is ook gericht op de vraag wat er in de toekomst met het zonnestelsel zal gebeuren. Zo wordt verwacht dat in ongeveer 5 miljard jaar de zon een rode reus zal worden alvorens zijn buitenste laag af te stoten als planetaire nevel om een witte dwerg te worden.

## Achtergrond

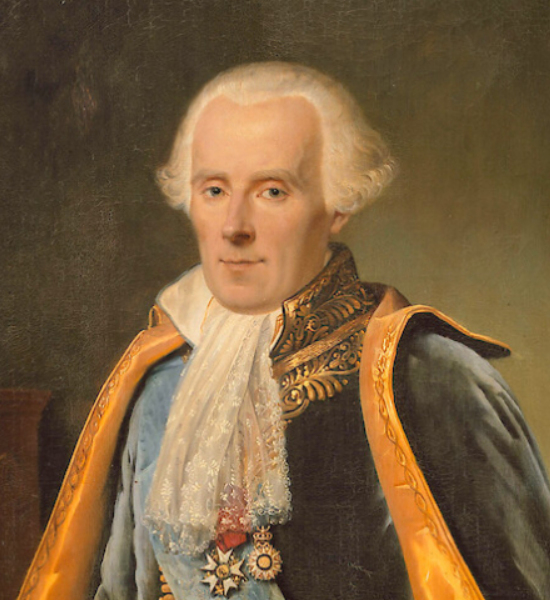
Pierre-Simon Laplace, een van de bedenkers van de hypothese van de zonnenevel.

Theorieën en hypotheses over de oorsprong en het uiteindelijke lot van de wereld dateren uit de oudheid, maar lange tijd werden geen pogingen gedaan deze theorieën te koppelen aan het bestaan van een planetenstelsel, omdat kennis over het bestaan van het zonnestelsel ontbrak.
De eerste stap in de formulering van een theorie over de formatie van het zonnestelsel in zijn geheel was de algemene erkenning van de heliocentrische theorie, die stelde dat de Zon het middelpunt van het zonnestelsel was en de Aarde hier omheen draaide. Deze theorie werd reeds in 250 voor Christus geponeerd door Aristarchus van Samos, maar pas tegen de 17e eeuw algemeen erkend en geaccepteerd in wetenschappelijke kringen. Het oudste gebruik van de term zonnestelsel dateert uit 1704.
De huidige hypothese over het ontstaan van het zonnestelsel is al meerdere malen geaccepteerd en weer verworpen door onderzoekers. De eersten die met de theorie kwamen waren Emanuel Swedenborg, Immanuel Kant, en Pierre-Simon Laplace in de 18e eeuw. In de loop der jaren is deze door onderzoek op het gebied van de astronomie, natuurkunde, geologie en planetaire wetenschappen steeds verder uitgewerkt. De theorie is meerdere malen bevestigd maar ook deels ontkracht door nieuwe ontdekkingen, zoals die van exoplaneten.
De belangrijkste kritiek op de theorie was dat deze het gebrek van een impulsmoment bij de Zon niet kon verklaren. Sinds de jaren 80 van de 20e eeuw heeft onderzoek echter aangetoond dat veel jonge sterren omgeven zijn door schijven van stof en gas, precies zoals de hypothese van de zonnenevel reeds voorspelde. Deze ontdekking maakte dat de theorie meer voet aan de grond kreeg.
Om te ontdekken hoe de Zon zich de komende miljarden jaren zal ontwikkelen, is het noodzakelijk om de krachtbron van de Zon te begrijpen. Arthur Stanley Eddingtons bevestiging van Albert Einsteins relativiteitstheorie leidde tot het besef dat de Zon zijn energie krijgt van kernfusies. In 1935 ging Eddington nog een stap verder en opperde dat in het inwendige van sterren ook andere elementen zouden kunnen worden gevormd. Fred Hoyle kwam met de theorie dat een rode reus uiteindelijk zijn buitenste laag zal afstoten, waarna hij zelf een witte dwerg wordt en zijn buitenste laag wordt gerecycled in de formatie van andere planetenstelsels.

## Ontstaan en geschiedenis
De hypothese van de zonnenevel stelt dat de Zon ontstaan is toen een moleculaire wolk met een omvang van 20 pc voor een deel instortte onder zijn eigen zwaartekracht. Deze instorting leidde tot de formatie van dichte kernen van elk 0.01–0.1 pc. Een van deze fragmenten leidde tot de formatie van het zonnestelsel. De massa van dit fragment bestond voor 98% uit een nevel van waterstof, helium en lithium. De overige 2% bestond uit zwaardere elementen.
De formatie van de Zon werd mogelijk mede in gang gezet door schokgolf van een of meer supernova's. Dit suggereert tevens dat naast de Zon gelijktijdig ook andere sterren ontstonden. Verder zorgden zwaartekracht, magnetische velden, gasdruk en rotatie ervoor dat de inkrimpende nevel in de loop van 100.000 jaar werd platgedrukt tot een protoplanetaire schijf met een diameter van 200 AU. Tevens ontstond zo een hete, dichte protoster in het midden. Op dit punt in zijn formatie was de Zon mogelijk nog een T Tauri-ster.
De planeten zijn volgens deze theorie ontstaan uit de zonnenevel; de schijfvormige wolk van stof en gas die na het ontstaan van de Zon overbleef. Tegenwoordig wordt algemeen aangenomen dat planeten ontstaan door accretie. De binnenste regio (binnen 4 AU van de Zon) van het zonnestelsel was te heet voor gasmoleculen om te condenseren, dus ontstonden hier planeten gemaakt van dichtere materialen met een hoger smeltpunt, zoals metalen. Dit werden de zogenaamde Aardse planeten. De betreffende dichte materialen zijn zeldzaam in het universum (slechts 0,6% van de massa van de nevel bestond eruit), dus konden deze planeten relatief gezien niet groot worden. Verder in het zonnestelsel ontstonden de gasreuzen. T Tauri-sterren hebben sterkere sterrenwinden dan oudere sterren. Deze wind van de jonge Zon heeft ook bijgedragen aan de formatie van de planeten.
Naar alle waarschijnlijkheid vond ca. 700 miljoen jaar na de vorming van de planeten het Late Heavy Bombardment plaats, wat onder meer het bekraterde oppervlak van de geologisch dode hemellichamen in de binnenste regio van het zonnestelsel (m.n. de Maan en Mercurius) verklaart.

## Toekomst

Locatie van het zonnestelsel in de melkweg.

Astronomen gaan ervan uit dat het zonnestelsel zoals het nu bestaat niet radicaal zal veranderen, totdat de Zon alle waterstof in zijn kern in helium heeft omgezet en een rode reus zal worden. Desondanks zal het zonnestelsel blijven evolueren.
Voorlopig is het zonnestelsel stabiel, in die zin dat de planeten en manen niet met elkaar in botsing zullen komen of afgestoten zullen worden. Binnen vijf miljard jaar bestaat echter wel de kans op een botsing tussen de Aarde en Mars, en tussen Mercurius en Venus.
Op lange termijn zal de ontwikkeling van de Zon grote invloed hebben op de evolutie van het zonnestelsel. De energie-uitstoot van de Zon wordt gemiddeld per miljard jaar 10% sterker. Op Aarde zal de opwarming van de Zon en de uiteindelijke overgang naar de fase van rode reus ervoor zorgen dat al het water verdampt. Terwijl de Zon overgaat in een rode reus, zullen Mercurius en Venus erdoor worden verzwolgen. Aan het einde van de rode reus-fase zal de Zon haar buitenste lagen uitstoten om zo een planetaire nevel te vormen. Van de Zon zelf zal vervolgens een witte dwerg overblijven. Door het verlies van de buitenste lagen van de Zon zal diens massa zodanig afnemen dat de planeten en andere objecten die er nog omheen zullen draaien zich langzaam verder van de Zon zullen gaan verwijderen, door de verminderde zwaartekracht van de Zon.
Een ander punt waar het zonnestelsel uiteindelijk mee te maken zal krijgen, is de botsing tussen het melkwegstelsel en de Andromedanevel. Dit zal naar verwachting over 2 miljard jaar gebeuren. Bij de botsing is er 12% kans dat de Zon en haar planeten uit de Melkweg getrokken worden en onderdeel uit gaan maken van de Andromedanevel.